# إذاعة فرنسا الثقافية
إذاعة فرنسا الثقافية (بالفرنسية:France Culture) هي إذاعة ثقافية فرنسية، تنتمي إلى إذاعة فرنسا. البرامج التي تبثها الإذاعة هي المواضيع العلمية والاجتماعية ذات الصلة.

## تاريخ
بدأت الإذاعة بث برامجها عام 1946 تحت اسم القناة الوطنية، في عام 1958 تغير اسمها إلى فرنسا الثالثة، وفي عام 1963 تم تغيير اسمها إلى اسمها الحالي. يترأس الإذاعة منذ عام 2005 ديفيد كيسلر.

## وصلات خارجية
- موقع الإذاعة (باللغة الفرنسية)